# Teleférico de Puebla
El Teleférico de Puebla es un transporte turístico de la ciudad de Puebla. Está ubicado en la zona histórica de los Fuertes de Loreto y Guadalupe, comunicando el Centro Expositor, cuya estación mide 58 metros de altura, con el monumento a Zaragoza, donde la estación se encuentra a 48 metros sobre el suelo. 
Desde las cabinas se puede contemplar el mural urbano más grande del mundo, una vista panorámica de la ciudad, así como los volcanes  Popocatépetl e Iztaccíhuatl. Además de los fuertes, otros atractivos en las cercanías son el Parque Paseo del Teleférico, el planetario y el Museo de la Evolución.
Empresas Fabricantes BARTHOLET MASCHINENBAU AG del sistema mecánico, empresa del control eléctrico SISAG AG, empresa fabricante del cable FATZER BRUGG AG y todas de origen de suiza.

## Operación
El teleférico cuenta con dos góndolas que brindan el servicio a un máximo de 35 personas por cabina, con un tiempo de recorrido que oscila entre tres y cinco minutos. Tiene un costo de $38 el viaje sencillo y $57 para el recorrido de ida y vuelta. El horario de funcionamiento es: de martes a domingo de las 10:30 a las 21:30 horas.
En 2016 se registró la visita de 752,598 personas e ingresos por 16.8 millones de pesos. Para 2017 las cifras cayeron a 501,299 pasajeros y 11.4 millones de pesos.

## Controversia
La inauguración de este sistema de transporte trajo consigo algunas críticas en medios nacionales. Además de exceder el monto presupuestado en un 116% (alcanzando un total de 359.2 millones de pesos), se le criticó ampliamente por el retraso en la obra, cuya fecha de entrega fue cambiada en cuatro ocasiones, sumando al final tres años más de lo previsto.
Originalmente, el proyecto comprendía una longitud de casi 2 kilómetros, que conectaría el Centro Expositor, en la zona de los Fuertes, con el Centro Histórico. En 2013, tras demolerse la Casa del Torno, construcción catalogada del siglo XVII, la obra fue suspendida después de que un juez ordenó la suspensión de los trabajos en el Barrio del Artista, ya que no se contaba con los permisos correspondientes del Instituto Nacional de Antropología e Historia (INAH).
En el sexenio del panista se intentó que el actual teleférico terminará en la zona del Barrio del Artista. Específicamente en la Casa del Torno, así que el gobierno la dañó para hacer el proyecto. 
Sin embargo, el gobierno federal detuvo las obras por dañar el patrimonio histórico de Puebla. Con ello se tuvo que cambiar el proyecto y quedar como actualmente está, con un recorrido que sólo abarca Los Fuertes.

## Proyecto de Cablebus
El cablebus en Puebla (propuesta del Gobierno de estado en 2025) tendrá un recorrido desde La Resurrección al Centro Integral de Servicios (CIS) de Angelópolis, lo que implicaría pasar por el oriente y el sur de la ciudad de Puebla.